# Josef F. Spiegel
Josef Ferdinand Spiegel (* 15. Mai 1927 in Dortmund; † 9. April 2007 in Soest) war ein deutscher Theologe, Diakon und Autor.

## Leben
Spiegel studierte Philosophie und Theologie in Paderborn und Münster. Pädagogik und Kunstgeschichte in Dortmund und Frankfurt. Dabei war er fünf Jahre Mönch mit zeitlicher Profess in der Benediktinerabtei Königsmünster in Meschede.
Nach zehnjähriger Lehrertätigkeit kam er als pädagogischer Mitarbeiter an das Seminar für katholische Theologie und Didaktik der Glaubenslehre an die Johann Wolfgang Goethe-Universität Frankfurt am Main. Dort bildete er Religionslehrer aus. 
1970 empfing er durch Bischof Walther Kampe in Limburg die Diakonenweihe. Spiegel gehörte zu den ersten verheirateten Männern in Deutschland, die das Amt des Ständigen Diakons ausübten.
Ab 1970 leitete er das Institut für Pastoral- und Religionspädagogik in Mammolshain/TS. und bekam einen Lehrauftrag für Didaktik des Religionsunterrichts an der Universität in Frankfurt. 1971 wurde er an die Katholische Fachhochschule (KFH) NW, Abteilung Paderborn berufen. Josef F. Spiegel nahm seine Tätigkeit als Professor für Religionspädagogik im neu gegründeten Fachbereich Theologie auf und engagierte sich als Mitglied des Verfassungsausschusses in Fragen des Auf- und Ausbaus der jungen Hochschule. Er war Fachbereichsleiter und war stellvertretender Abteilungsleiter in den Jahren 1981–1984. Mit Ende des Sommersemester 1986 schied Prof. Josef F. Spiegel aus gesundheitlichen Gründen aus dem Dienst der Hochschule. 
1974 begann Spiegel als Diakon seinen Dienst in der Kirchengemeinde Maria zur Höhe. Nach der Neugründung von St. Hedwig im Jahr 1992 wurde er von Erzbischof Johannes Joachim Degenhardt mit der Begleitung der neu wachsenden Pfarrei beauftragt.
Der Heimatverein Paderborn beantragte aufgrund der Verdienste von Spiegel einen Teil des Harderhausener Weges ihm zu Ehren umzubenennen. 2011 wurde der Platz an der Kirche der Pfarrei St. Hedwig zum Josef-Spiegel-Platz benannt.
Spiegel war seit dem 28. Dezember 1956 mit Magdalena Spiegel (geb. Riering) verheiratet. Diese ist auch Autorin von Bibelbilderbüchern. Aus der Ehe gingen ein Sohn und eine Tochter hervor.

## Publikationen
- Bibel-Bilder-Bücher, Patmos Verlag, 1967
- Das Kind und die Bibel, Verlag Gerhard Kafke, 1970
- Arbeitshilfen für die religiöse Erziehung im Vorschulalter, gemeinsam mit Magdalena Spiegel, Don Bosco Verlag, München 1973
- Wir entdecken die Bibel, gemeinsam mit Ivo Meyer, Verlag Herder, 1982
- Ich will Freiheit-Der Weg des Sklaven Onesimos, Herder Verlag, ISBN 3-451-21577-2, 1989
- Lydia – Purpurhändlerin in Philippi, St. Benno Verlag, Leipzig, ISBN 978-3-7462-2032-1,  2005